# Idroniojarosite
L'idroniojarosite è un minerale appartenente al gruppo dell'alunite definito a partire da un campione raccolto nella miniera di Staszic, nei pressi di Katowice in Polonia. L'idroniojarosite costituisce una serie con la jarosite della quale costituisce il membro con una maggior quantità di ione idronio rispetto al potassio. È molto più raro della jarosite e della natrojarosite perché l'ambiente in cui si forma solitamente è ricco di acque contenenti ioni di potassio o altri cationi.
Questo minerale è di difficile identificazione perché questa richiede un'analisi quantitativa per determinare l'abbondanza relativa dello ione idronio mediante spettroscopia a raggi infrarossi.

## Morfologia
L'idroniojarosite è stata trovata sotto forma di masse granulari, croste o patine contenenti sottili cristalli di forma pseudocubica o tabulare.

## Origine e giacitura
L'idroniojarosite si forma nelle zone di ossidazione dei giacimenti di solfuri.